# بلوغ جنسی دوگانه
بلوغ جنسی دوگانه یا دوبلوغی جنسی (به انگلیسی: Sexual bimaturism) تفاوت در زمان رشد بین نر و ماده یک گونه را توصیف می‌کند. دودیسی جنسی می‌تواند سبب دودیسی جنسی شود، اما دودیسی جنسی می‌تواند از طریق نرخ‌های متفاوت رشد نیز ایجاد شود. در بسیاری از حشرات، دوره لاروی ماده‌ها بیشتر از نرها است و در نتیجه این دوره رشد طولانی، این حشرات ماده بزرگ‌تر از همنوعان نر خود هستند. نخستی‌های میمون‌سان نر معمولاً بزرگ‌تر از ماده‌های همان گونه هستند که بخشی از آن به دلیل دوره‌های رشد طولانی است. گوریل‌ها درجه بالایی از دو بلوغ جنسی را نشان می‌دهند.
دوبلوغی می‌تواند به تفاوت‌های رشدی در یک جنس مربوط به ویژگی‌های جنسی ثانویه اشاره کند. به عنوان مثال، اورانگوتان‌های نر در حدود سن ۱۵ سالگی به بلوغ جنسی می‌رسند، اما در مراحل بعدی زندگی پیش از اینکه دیمه‌های (flanges) گونه را نشان دهند، دوره رشد بیشتری را پشت سر می‌گذارند. نرهای فلنج‌دار عموماً توسط ماده‌ها برتری داده می‌شوند به طوری که نرهای بدون دیمه برای رقابت با نرهای فلنج‌دار به راهبردهای جفت‌گیری متفاوتی نیاز دارند. آغاز این مرحله دوم رشد بسیار متفاوت است و ممکن است تحت تأثیر نزدیک بودن دیگر نرهای دیمه‌دار قرار گیرد.
در انسان، دو بلوغ جنسی از این جهت دیده می‌شود که مردان بلوغ را دیرتر از زنان آغاز می‌کنند. این ممکن است به انتخاب برای بلوغ پسین در نرها در یک سیستم جفت‌گیری چندزنی مربوط باشد.